# Eurypsyche lewinii
Eurypsyche lewinii là một loài bướm đêm trong họ Noctuidae.